# Васюринская (посёлок железнодорожной станции)
Васюринская — посёлок железнодорожной станции в Динском районе Краснодарского края Российской Федерации. Входит в состав Васюринского сельского поселения. Станция Васюринская.

## География
Посёлок расположен в 2 км к западу от центра станицы Васюринской.

## История
Населённый пункт появился при строительстве железной дороги. В селении жили семьи тех, кто обслуживал железнодорожную инфраструктуру.

## Население
| 2002 | 2010 |
| ---- | ---- |
| 108  | ↗124 |

## Транспорт
В посёлке расположена одноимённая железнодорожная станция на ветке «Краснодар I—Усть-Лабинская». Обеспечивает пригородное сообщение.
Между станицей и станцией проходит автодорога 03К-002. На ней расположена остановка общественного транспорта «Поворот на Васюринскую».